# Frank Bullen
Pour les articles homonymes, voir Bullen.
Frank Thomas Bullen (Londres, 5 avril 1857 - Madère, 1er mars 1915) est un romancier et nouvelliste britannique. 
Né de parents pauvres, il fréquente une dame school, puis l'école Westbourne de Paddington à Londres. Il quitte l'école à neuf ans et vit de petits emplois. À partir de 1869, il prend la mer, voyage autour du globe et occupe des fonctions variées jusqu'à second capitaine. De 1883 à 1889, il devient employé du bureau de météorologie. Il se fait connaitre du public après la publication de son livre La Croisière du Cachalot (1906). Il meurt à Madère le 1er mars 1915.

## Éditions en français
- 1933 : La Croisière du "Cachalot". Voyage autour du monde . Genêve : Reymond ; Paris : Fischbacher, 250 p.

- 1950 : La Croisière du "Cachalot". A bord d'un baleinier (1875-1878), traduit par Jean Dufour, Lettre-préface de Rudyard Kipling ; Paris : Sulliver.

- 1913 : Idylles de la mer. Préface de Rudyard Kipling, traduit par Albert Savine ; Paris : Stock.